# جينيفر إينيس
جينيفر إينيس (بالإنجليزية: Jennifer Inniss) هي لاعبة قفز طويل غيانية وأمريكية، ولدت في 21 نوفمبر 1959.

## وصلات خارجية
- جينيفر إينيس على موقع الاتحاد الدولي لألعاب القوى (الإنجليزية)
- جينيفر إينيس على موقع أوليمبيديا (الإنجليزية)